# ایگریشته (کورشوملییا)
ایگریشته (به صربی: Igrište) یک منطقهٔ مسکونی در صربستان است که در کورشوملیا واقع شده‌است. ایگریشته ۴۲ نفر جمعیت دارد.